# Frango à passarinho

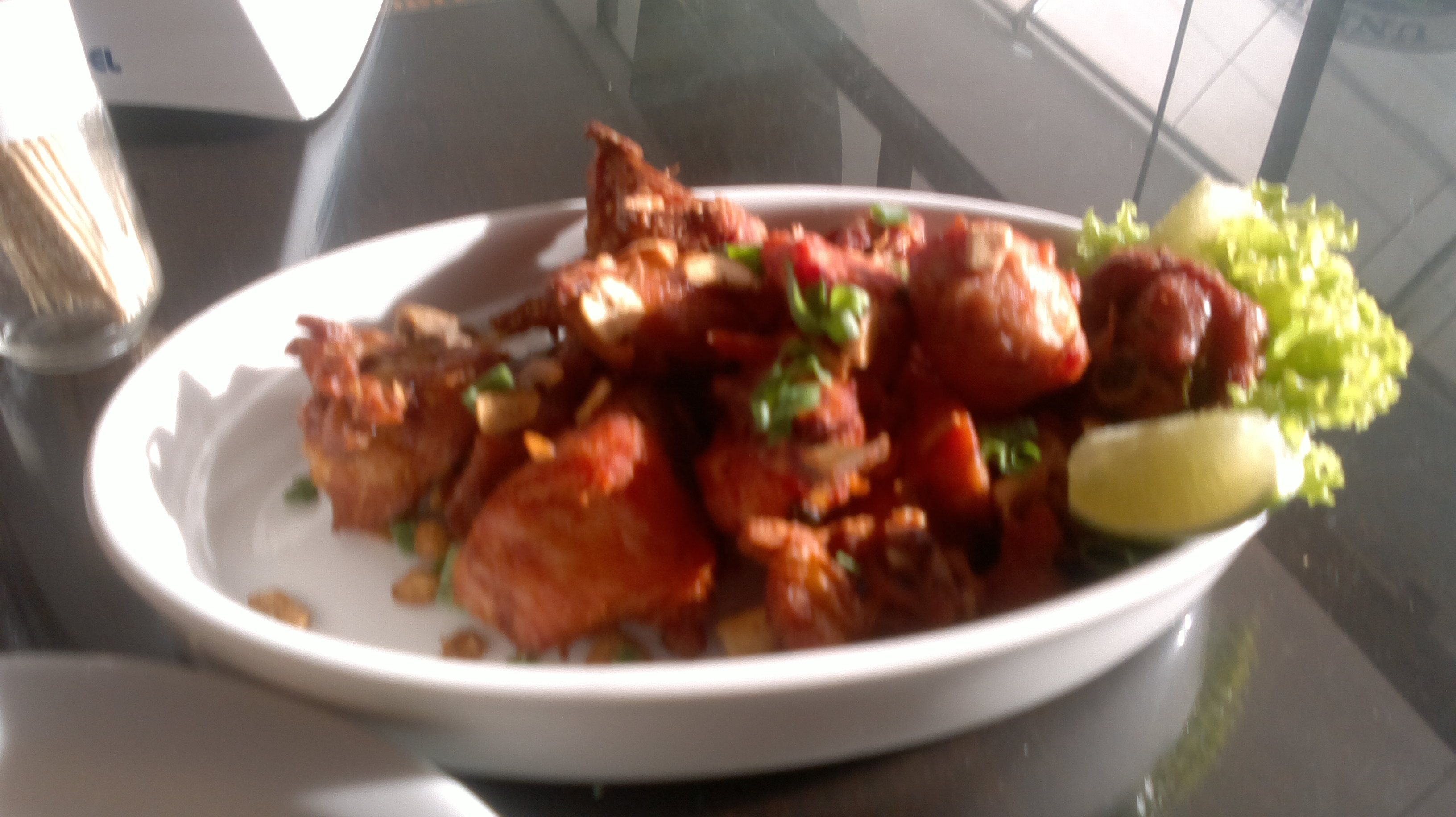
Frango a passarinho servido em uma tigela de porcelana.

O frango a passarinho é uma iguaria alimentar típica de Portugal e do Brasil. 
Consiste em vários cortes pequenos de frango, geralmente da asa, cortada em três partes. Estes pedaços são fritos em óleo quente, sob imersão.
Muitas receitas ainda levam um molho alho e óleo por cima do frango já frito. Este molho é composto de alho torrado e bastante azeite. Outras incluem, além do alho e óleo, um pouco de salsinha para embelezar o prato e acentuar o sabor.